# Hikari TV
Hikari TV (ひかりTV?) è una piattaforma televisiva commerciale giapponese per la televisione digitale via cavo, offerta a pagamento da NTT Plala e I-Cast. Il servizio è fornito dalla Nippon Telegraph and Telephone su fibra ottica, esclusivamente in Giappone per i fruitori della sua rete di telecomunicazione.
Lanciata nel 2008, è stata la prima grande piattaforma ad avvalersi con successo della tecnologia IPTV con protocollo IPv6. Nel 2017 contava circa 3 milioni di abbonati.

## Storia
Hikari TV venne lanciata il 31 marzo 2008 da NTT Plala, integrando al suo interno i servizi delle piattaforme 4th Media, OnDemandTV E OCN Theatre, tutte gestite dalla NTT Communications. Tra i primi servizi offerti vi era la possibilità di accedere ai programmi delle emittenti di Tokyo e Osaka, il video on demand e successivamente i contenuti del pacchetto NHK On Demand.
Nel marzo 2010 iniziarono le trasmissioni di due canali affiliati alla TBS: TBS Channel e TBS Newsbird. La TBS divenne così la prima grande emittente privata giapponese a fornire alcuni dei propri contenuti a una piattaforma IPTV. D'altra parte, la maggior parte dei canali gestiti dalla Jupiter Telecommunications (J:Com) terminarono le proprie trasmissioni alla fine dello stesso mese. Sempre nel 2010 Hikari TV iniziò a supportare i contenuti in 3D, mentre nel 2014 iniziarono le trasmissioni in 4K.
In seguito fu aggiunta la possibilità di usufruire del servizio anche su tablet e smartphone, attraverso l'applicazione Hikari TV Dokodemo. Inoltre, previo ulteriore abbonamento mensile, fu possibile accedere a una vasta biblioteca musicale grazie a un nuovo servizio offerto in collaborazione con la Recochoku.
Nel 2015 il canale francese Euronews venne inserito nell'offerta base di Hikari TV, mentre nel 2016 vennero aggiunti i canali satellitari delle cinque principali emittenti private giapponesi, oltre al canale Kawaiian TV for Hikari TV in versione 4K.
Nel 2018 Hikari TV lanciò il servizio Hikari TV for Nuro, divenendo così fruibile anche per gli abbonati al servizio Nuro Hikari della So-net.